# Peter Duncan (sciatore)
Peter Duncan (Sherbrooke, 25 luglio 1944) è un ex sciatore alpino canadese.

## Biografia
Sciatore polivalente, Duncan entrò nella nazionale canadese sedicenne, nel 1960, e debuttò in campo internazionale in occasione del Critérium de la première neige 1960, il 16-18 dicembre a Val-d'Isère, dove si classificò 66º nella discesa libera, 43º nello slalom speciale e 41º nella combinata; esordì ai Campionati mondiali a Chamonix 1962 piazzandosi 23º nello slalom gigante, l'unica gara alla quale prese parte, e ai Giochi olimpici a Innsbruck 1964, dove fu 34º nella discesa libera, 26º nello slalom gigante, 19º nello slalom speciale e 10º nella combinata, disputata in sede olimpica ma valida solo ai fini dei Mondiali 1964.
Nel 1965 fu 3º nello slalom gigante, 2º nello slalom speciale e 3º nella combianata della Roch Cup, disputa ad Aspen tra il 29 e il 31 gennaio, e 3º nello slalom speciale del Bud Werner Memorial (Sugar Bowl, 24 aprile); nella stagione seguente partecipò ai Mondiali di Portillo 1966, dove si classificò 30º nella discesa libera, 28º nello slalom gigante e non completò lo slalom speciale. Esordì in Coppa del Mondo il 21 gennaio 1967 a Kitzbühel in discesa libera (28º); l'anno dopo disputò le sue ultime Olimpiadi, Grenoble 1968, dove si piazzò 18º nello slalom gigante, non si qualificò per la finale  nello slalom speciale e non completò la discesa libera, e ottenne il primo piazzamento a punti in Coppa del Mondo, il 16 marzo ad Aspen in slalom speciale (8º).
Ai Mondiali di Val Gardena 1970, suo congedo iridato, fu 28º nella discesa libera, 25º nello slalom gigante, 12º nello slalom speciale e 7º nella combinata; nel prosieguo della stagione vinse la Roch Cup 1970 (grazie al successo nella discesa libera e al 3º posto nello slalom speciale), e conquistò i suoi migliori risultati in Coppa del Mondo, il 27 febbraio a Whistler in slalom gigante e il 6 marzo a Heavenly Valley in slalom speciale (7º). Due giorni, dopo nella medesima località in slalom gigante, colse l'ultimo piazzamento a punti nel circuito (8º), nel quale ottenne l'ultimo piazzamento il 17 dicembre 1970 a Val-d'Isère in slalom gigante (21º) e prese per l'ultima volta il via il 7 febbraio 1971 a Mürren in slalom speciale, senza completare la prova.

## Palmarès

### Coppa del Mondo
- Miglior piazzamento in classifica generale: 36º nel 1970

### Campionati canadesi
- 6 medaglie (dati parziali):
  - 5 ori (combinata nel 1963; combinata nel 1966; slalom gigante, slalom speciale, combinata[12] nel 1969)[13]
  - 1 argento (discesa libera[12] nel 1969)

## Riconoscimenti
- John Semmelink Memorial Award[1]